# Hưng Nhân, Kiềm Tây Nam
Hưng Nhân (chữ Hán giản thể: 兴仁市, bính âm: Xīngrén Shi, âm Hán Việt: Hưng Nhân thị) là một thành phố cấp huyện thuộc Châu tự trị dân tộc Bố Y và dân tộc Miêu Kiềm Tây Nam, tỉnh Quý Châu, Cộng hòa Nhân dân Trung Hoa. Thành phố này có diện tích 1785 ki-lô-mét vuông, dân số năm 2002 là 450.000 người. Mã số bưu chính là 562300. Thành phố Hưng Nhân được chia thành 9 trấn và 7 hương.
- Trấn: Thành Quan, Vũ Chương, Tân Long Trường, Ba Linh, Phan Gia Trang, Bách Đức, Hồi Long, Cước Đồn và Hạ Sơn.
- Hương: Lý Quan, Tứ Liên, hương dân tộc Hồi Lỗ Sở Doanh, Dân Kiến, Điền Loan, Tân Mã Trường và Đại Sơn.